# UB-108号潜艇
陛下之UB-108号艇是德意志帝国海军于第一次世界大战期间建造的其中一艘UB-III型近岸潜艇或称U艇。它由汉堡的布洛姆与福斯船厂承建，于1917年7月21日新船下水，至1918年3月1日交付使用。其全长55.3米，水面及水下排水量分别为510吨和629吨，艇载武器则包括五具500毫米鱼雷发射管以及一门105毫米口径甲板炮。UB-108号入役后曾被部署至佛兰德区舰队，并参与了大西洋潜艇战。在三次巡逻期间，该艇合共击沉2艘协约国或中立国商船，容积总吨累计为2655吨。1918年7月2日，UB-108号在佛兰德海岸附近触雷沉没，艇内36名官兵全数阵亡。

## 设计
UB-108号是汉堡布洛姆与福斯船厂承建的第三批次（UB-103至UB-117号）UB-III型潜艇的六号艇，由德意志帝国海军潜艇监察局于1917年2月6日订购，至同年7月21日下水。其全长55.30米，舷宽5.80米。艇体采用双壳体结构，水面及水下排水量分别为510吨和629吨，浮起时的吃水深度为3.70米。由于无需像UC-II型艇那样提供水雷布设装置，设计工程师对潜艇舷弧进行了优化，增大了司令塔体积，配备两具潜望镜，司令塔与控制室之间增加一道水密舱壁。这些改进显著提高了潜艇的水下机动性和生存力。为了达到更高的航速，UB-108号采用两台猛狮-伏尔铿六缸四冲程550匹公制馬力（405千瓦特）柴油机用于水面运行，以及两台394匹公制馬力（290千瓦特）的西门子-舒克特电动发电机用于水下航行；水面最高航速13.3節（24.6每小時），水下7.5節（13.9每小時）；能够在水面以6節（11每小時）航速续航7,420海里（13,740），或以4節（7.4每小時）连续在水下航行55海里（102）而无需充电。
UB-108号的主武器为五具500毫米艇艏鱼雷发射管，其中艇艏四具采用层叠式布局分居两侧、艇艉一具，并可搭载合共10枚G6型鱼雷。辅助武器则是一门105毫米45倍径速射炮。其标准船员编制为3名军官加31名水兵。

## 服役历史
1918年3月1日，UB-108号在前UB-10和UB-38号艇长、海军中尉威廉·安贝格的指挥下正式入役，随即展开海试。完成海试后，该艇于5月22日被编入驻泽布吕赫的佛兰德区舰队，并参与了大西洋潜艇战，足迹遍及北海的霍夫登水域和英格兰沿岸。在三次巡逻期间，该艇合共击沉2艘协约国或中立国商船，容积总吨累计为2655吨。其中，注册吨位为1119吨的英国煤船戴安娜号（Diana）于6月7日在弗兰伯勒角东南偏南约10海里（19）处遭摧毁；而1536总吨的英国轮船肯宁顿号（Kennington）则于五天后在弗兰伯勒角以东约15海里（28）处沉入海底。1918年7月2日，UB-108号在佛兰德海岸附近触雷沉没，艇内36名官兵全数阵亡。英国方面曾宣称该艇是在多佛尔海峡触雷沉没。事实上，皇家海军潜水员在当地发现的触雷潜艇已经被确认为UB-58号。

## 袭击历史摘要
| 日期          | 船名     | 船籍 | 吨位 | 结局 |
| ------------- | -------- | ---- | ---- | ---- |
| 1918年6月7日  | 戴安娜号 | 英国 | 1119 | 击沉 |
| 1918年6月12日 | 肯宁顿号 | 英国 | 1536 | 击沉 |

## 脚注
1. ↑  Rössler，第66頁.
2. 1 2  Helgason, Guðmundur. . German and Austrian U-boats of World War I - Kaiserliche Marine - Uboat.net.   [2022-06-01].
3. 1 2 3 4  Gröner 1991，第25-30頁.
4. 1 2  Helgason, Guðmundur. . German and Austrian U-boats of World War I - Kaiserliche Marine - Uboat.net.   [2015-03-09].
5. ↑  陈进，第239頁.
6. ↑  NARS，第56頁.
7. 1 2  Helgason, Guðmundur. . German and Austrian U-boats of World War I - Kaiserliche Marine - Uboat.net.   [9 March 2015].
8. ↑  Helgason, Guðmundur. . German and Austrian U-boats of World War I - Kaiserliche Marine - Uboat.net.   [2022-06-01].
9. ↑  Helgason, Guðmundur. . German and Austrian U-boats of World War I - Kaiserliche Marine - Uboat.net.   [2022-06-01].